# 帝国战争博物馆
帝国战争博物馆（Imperial War Museum）是英国的一座国立博物馆，馆址分布于英格兰的五个地点，其中三处位于伦敦。它成立于第一次世界大战期间的1917年，记录大英帝国战争努力和牺牲。今天博物馆的使命为“使人们了解现代战争及其对个人与社会的影响”。
该馆最初设在西德纳姆山的水晶宫，1920年向公众开放。1924年搬到南肯辛顿的皇家学院，1936年获得萨瑟克区的原Bethlem皇家医院作为永久馆址。第二次世界大战的爆发，使得该馆的收藏和范围又有扩展。但在战后，该博物馆进入了衰退期。20世纪60年代改建了萨瑟克大厦，现为帝国战争博物馆的总馆。在20世纪70年代，帝国战争博物馆开始扩展到其他地点。1976年，剑桥郡的一个机场成为它的达克斯福德分馆。1978年，皇家海军的贝尔法斯特号轻巡洋舰成为帝国战争博物馆的一个分馆。1984年，内阁战争办公室（Cabinet War Rooms），一处战时地下指挥中心，向公众开放。2002年，北部分馆在大曼彻斯特的特拉福德成立，这是英格兰北部的第一座分馆。
该博物馆的藏品，包括个人和官方的档案文件，照片，电影和视频资料，以及口述历史录音，图书，艺术品，军用车辆和飞机等等。
博物馆的经费来自政府拨款，慈善捐款，以及商业活动的收入，如零售，授权和出版。伦敦总馆和北部分馆入场免费，其他分馆收费入场。

## 分館
- 帝國戰爭博物館達克斯福德分（英语：Imperial War Museum Duxford）
- 帝國戰爭博物館邱吉爾戰爭紀念館
- 帝國戰爭博物館貝爾法斯特號館
- 帝國戰爭博物館北館

## 照片庫

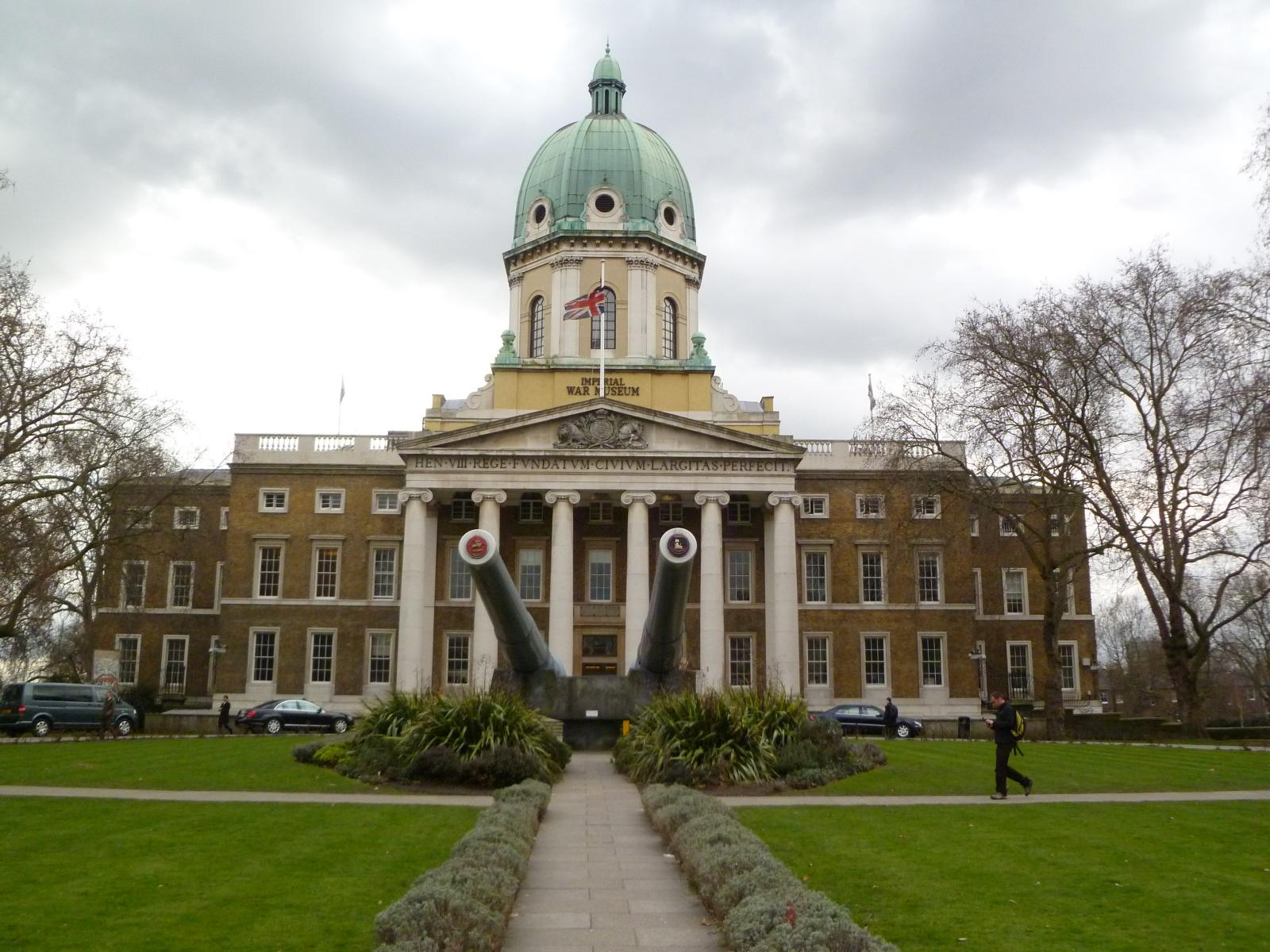
伦敦总馆
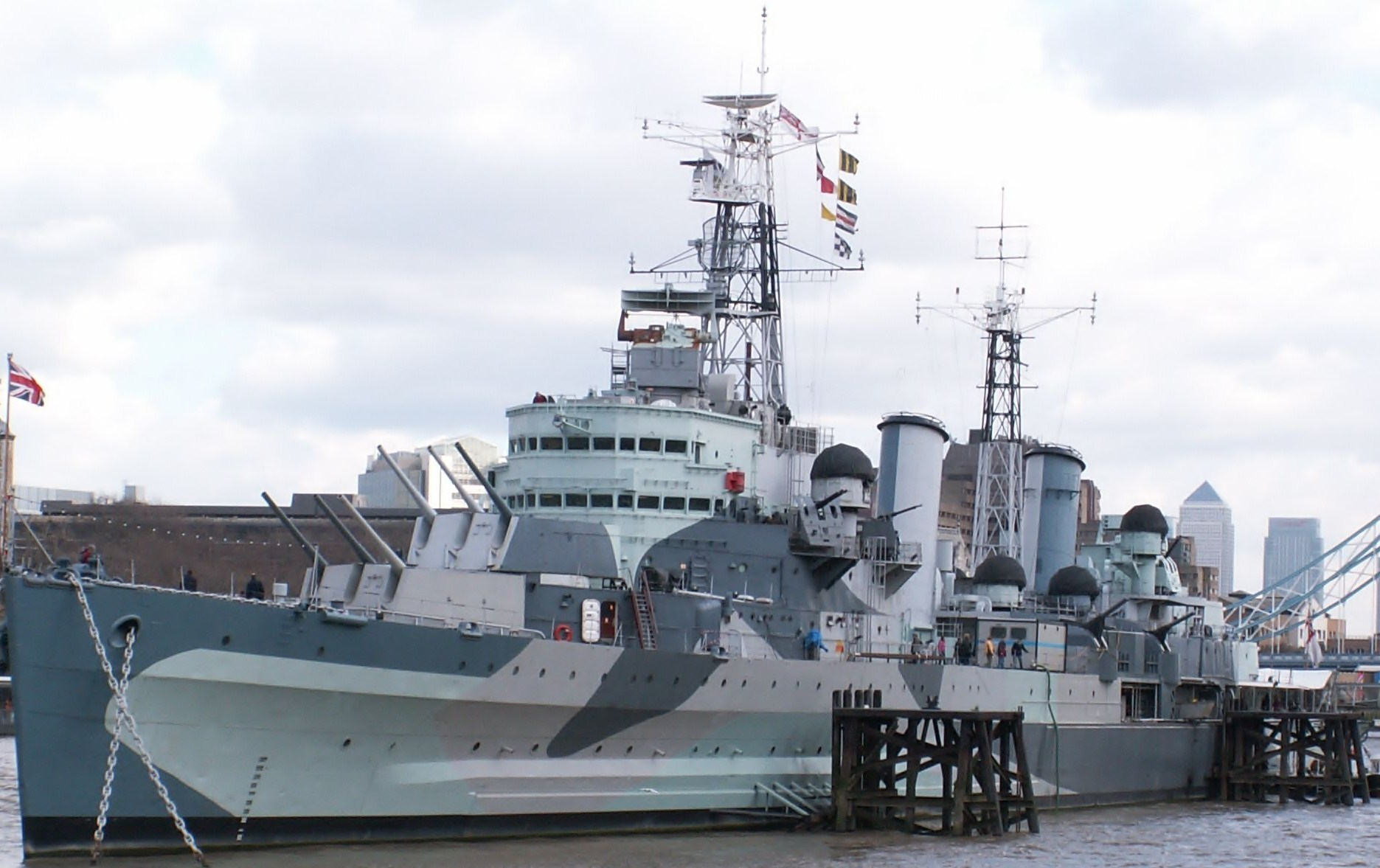
贝尔法斯特号分馆
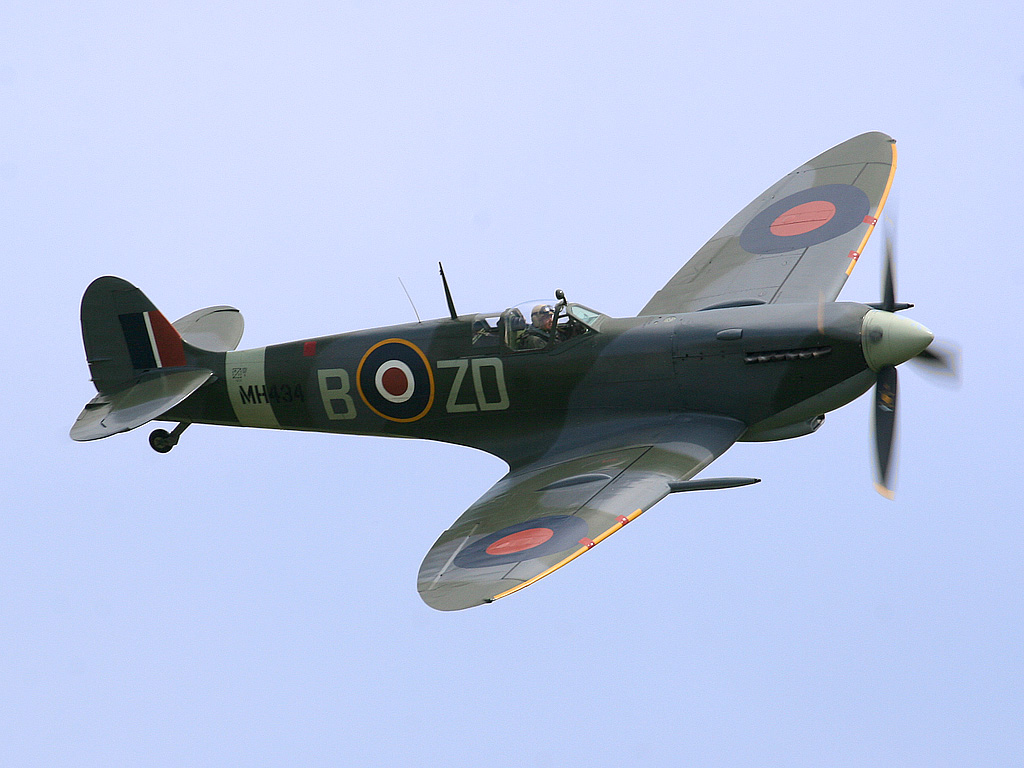
达克斯福德分馆
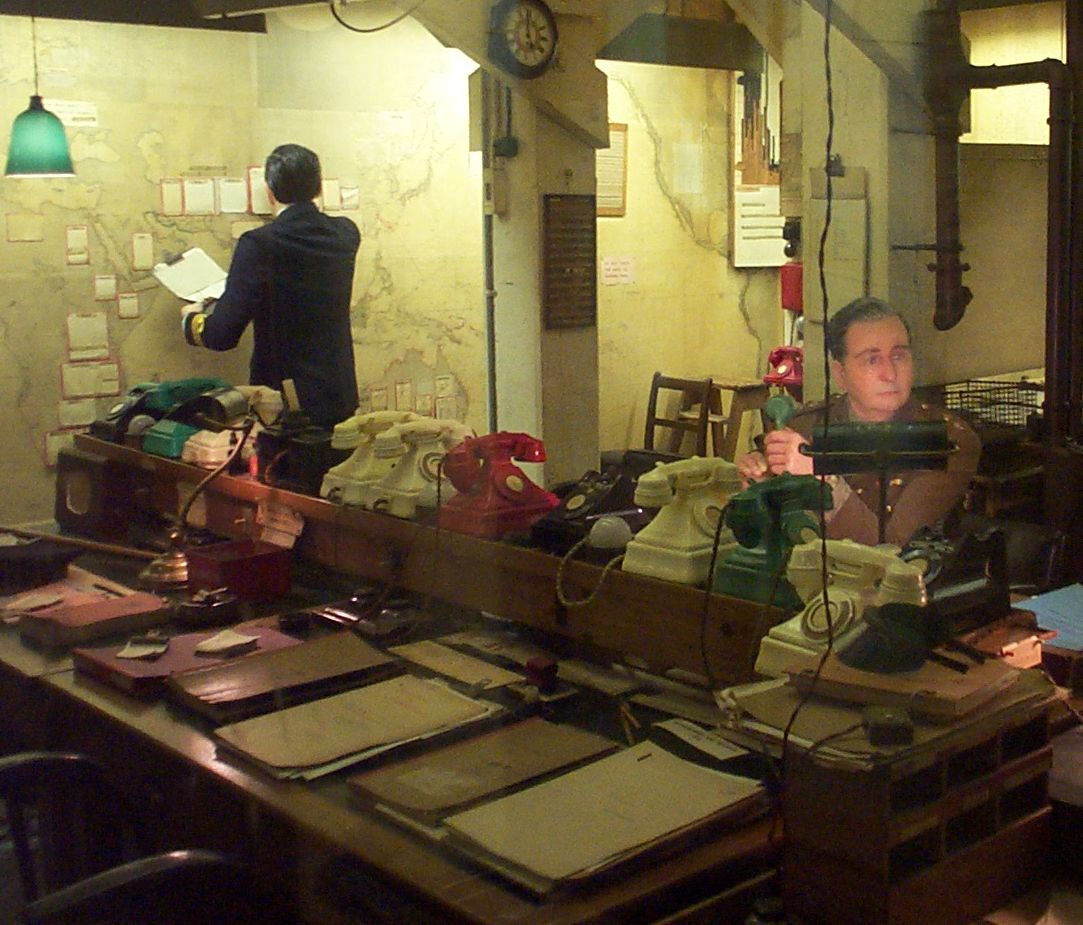
丘吉尔战争紀念館
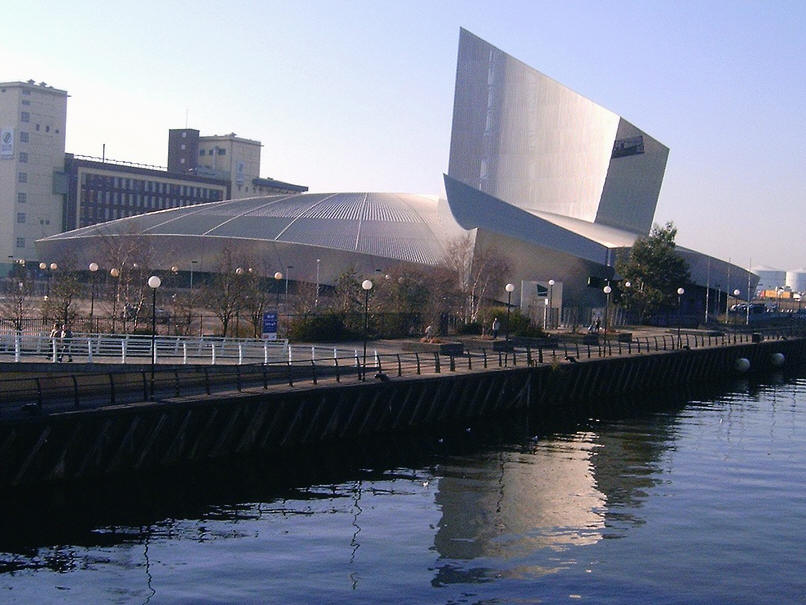
北部分馆

## 外部連結
- 官方網站 （页面存档备份，存于）